# تمثال ديفيد أوف ساسون
تمثال ديفيد أوف ساسون هو تمثال يجسد شخصية ديفيد أوف ساسون ممتطيا فرسه، يوجد بالقرب من محطة مدينة يريفان في أرمينيا. صمم التمثال في عام 1959 من طرف الرسام والنحات إرفاند كوتشار والمهندس المعماري مايكل مازمانيان. ويبلغ طول التمثال المصنوع من النحاس والبازلت 9.3 مترا حول منطقة الأرضية تبلغ مابين 6.5 على 2.2 مترا.

## معرض صور

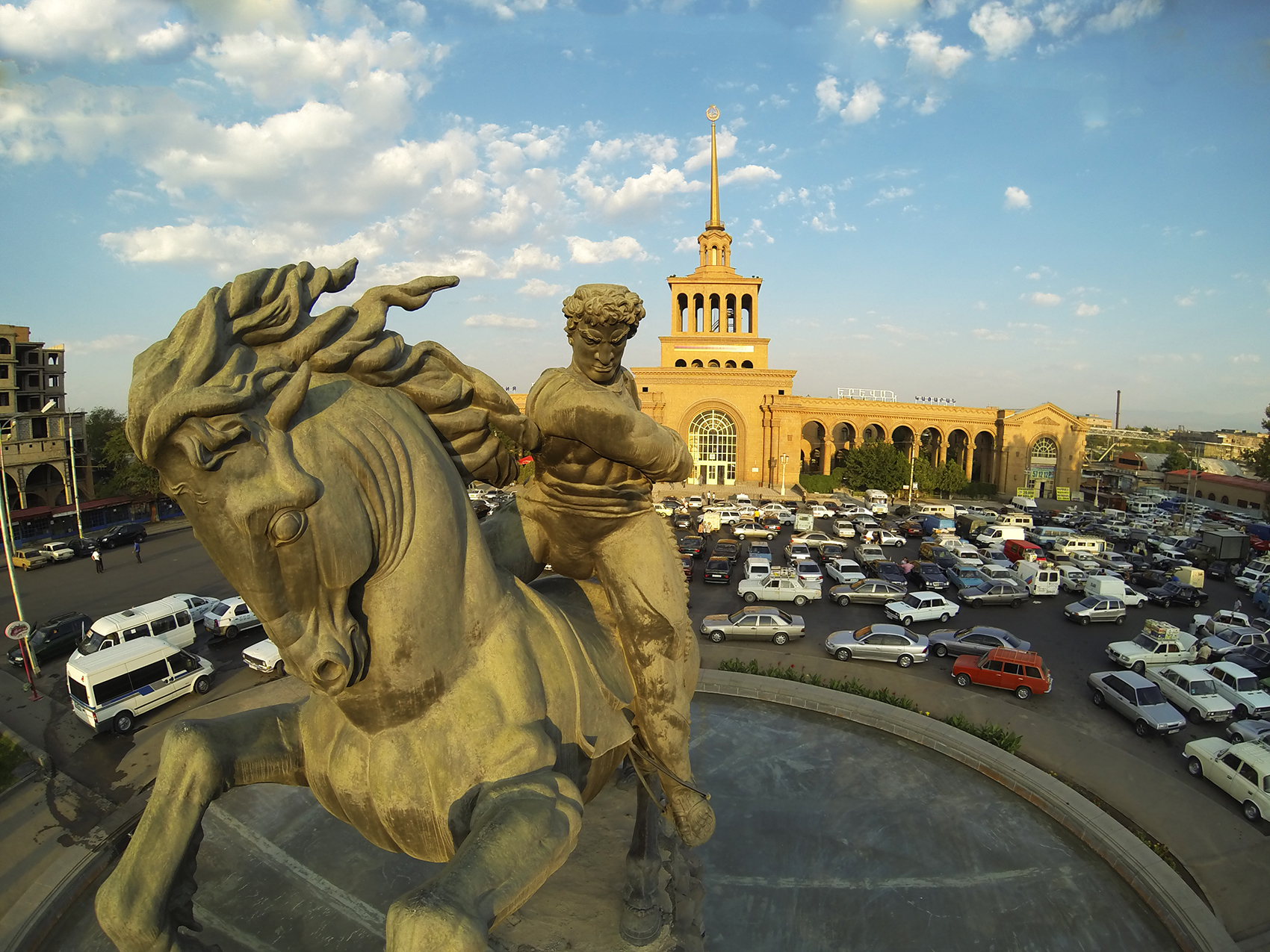
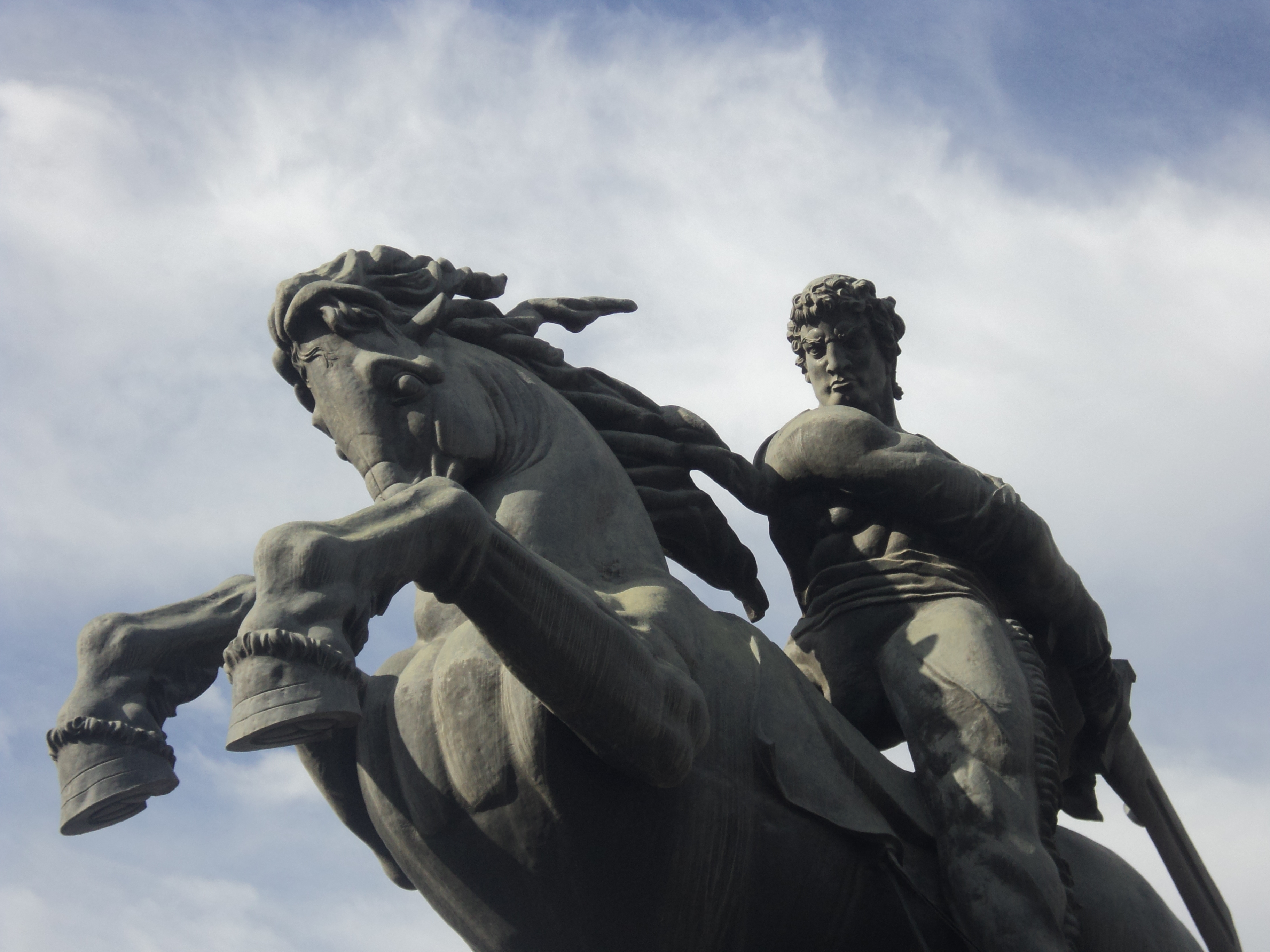
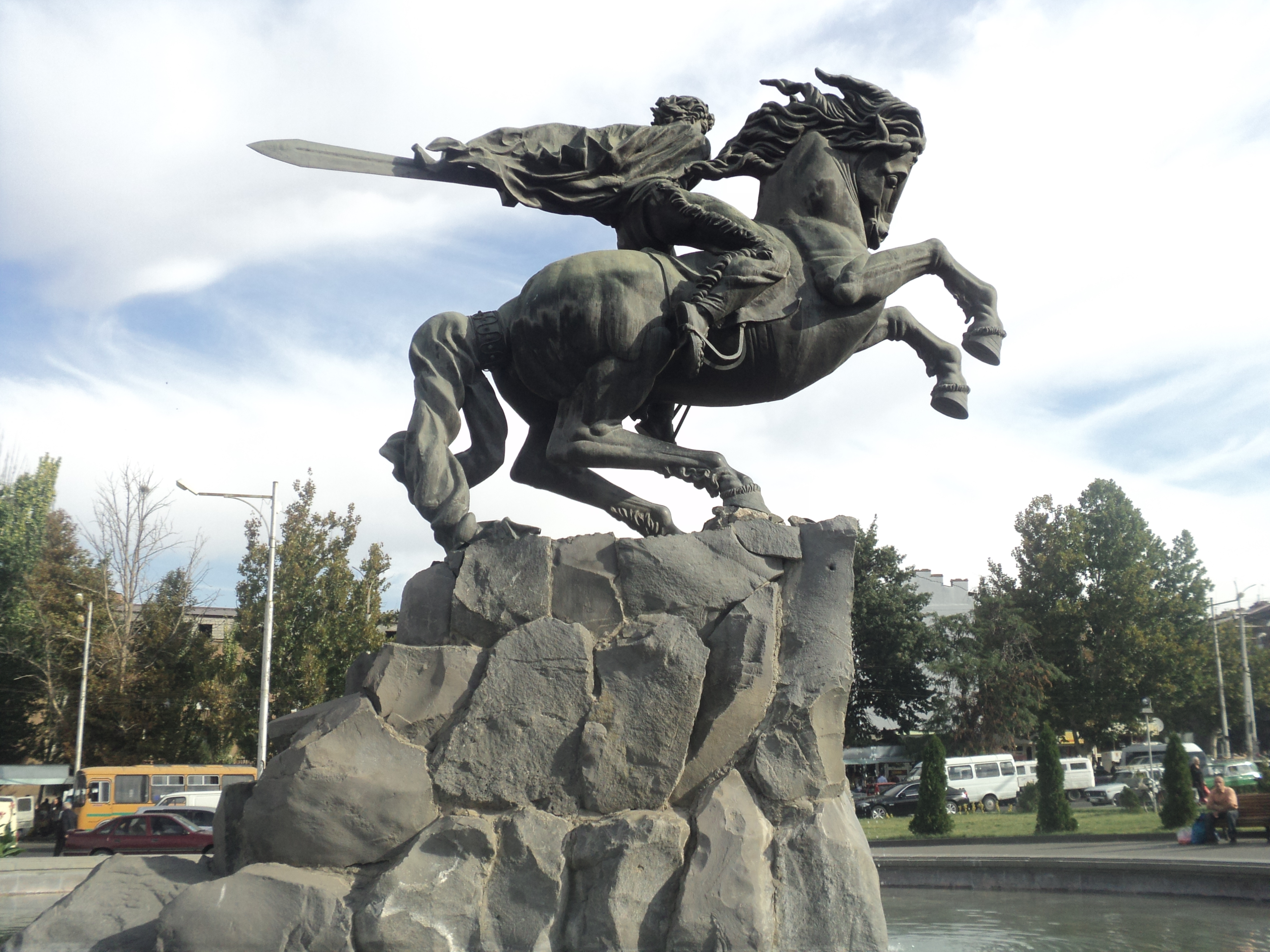
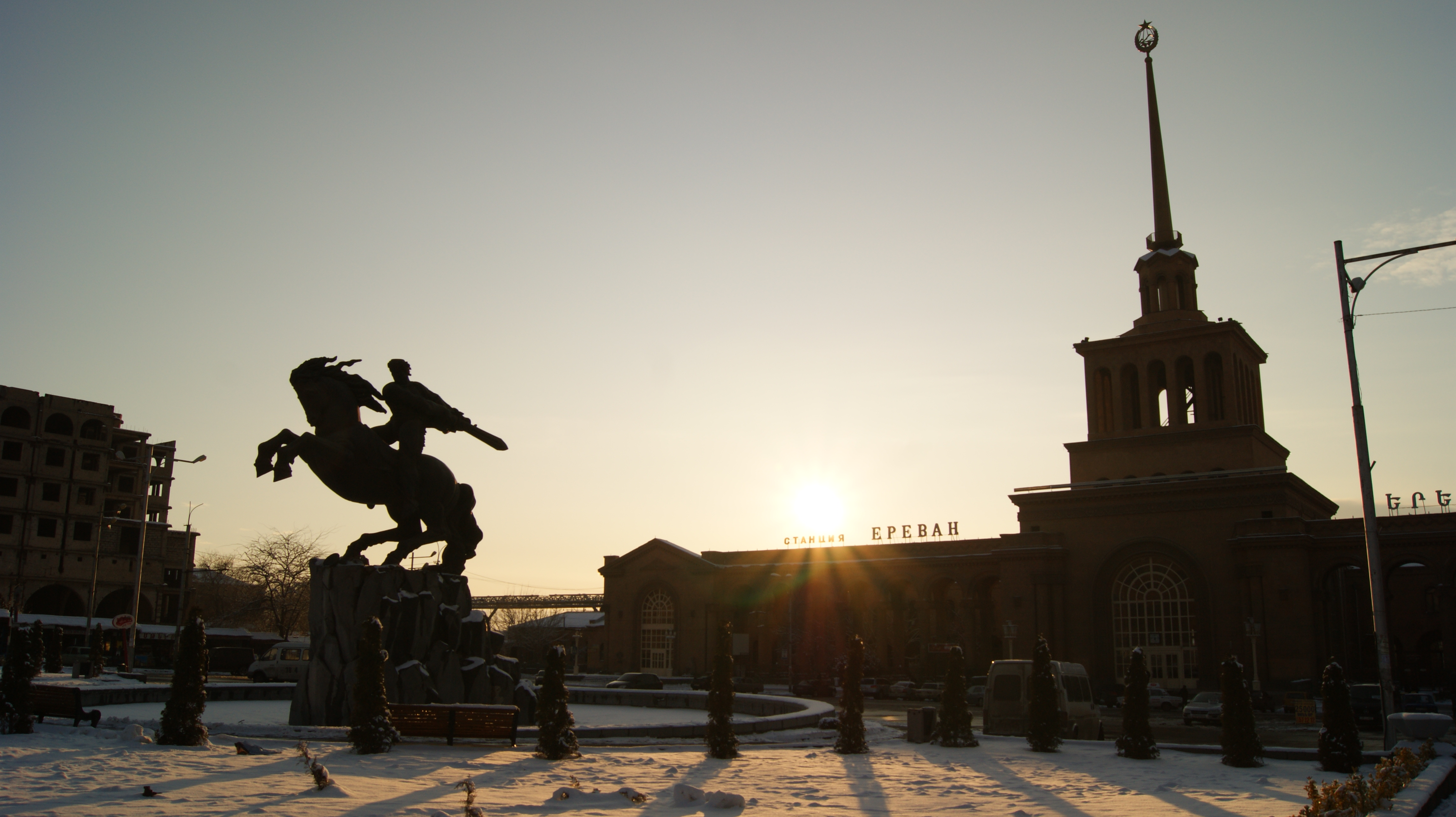
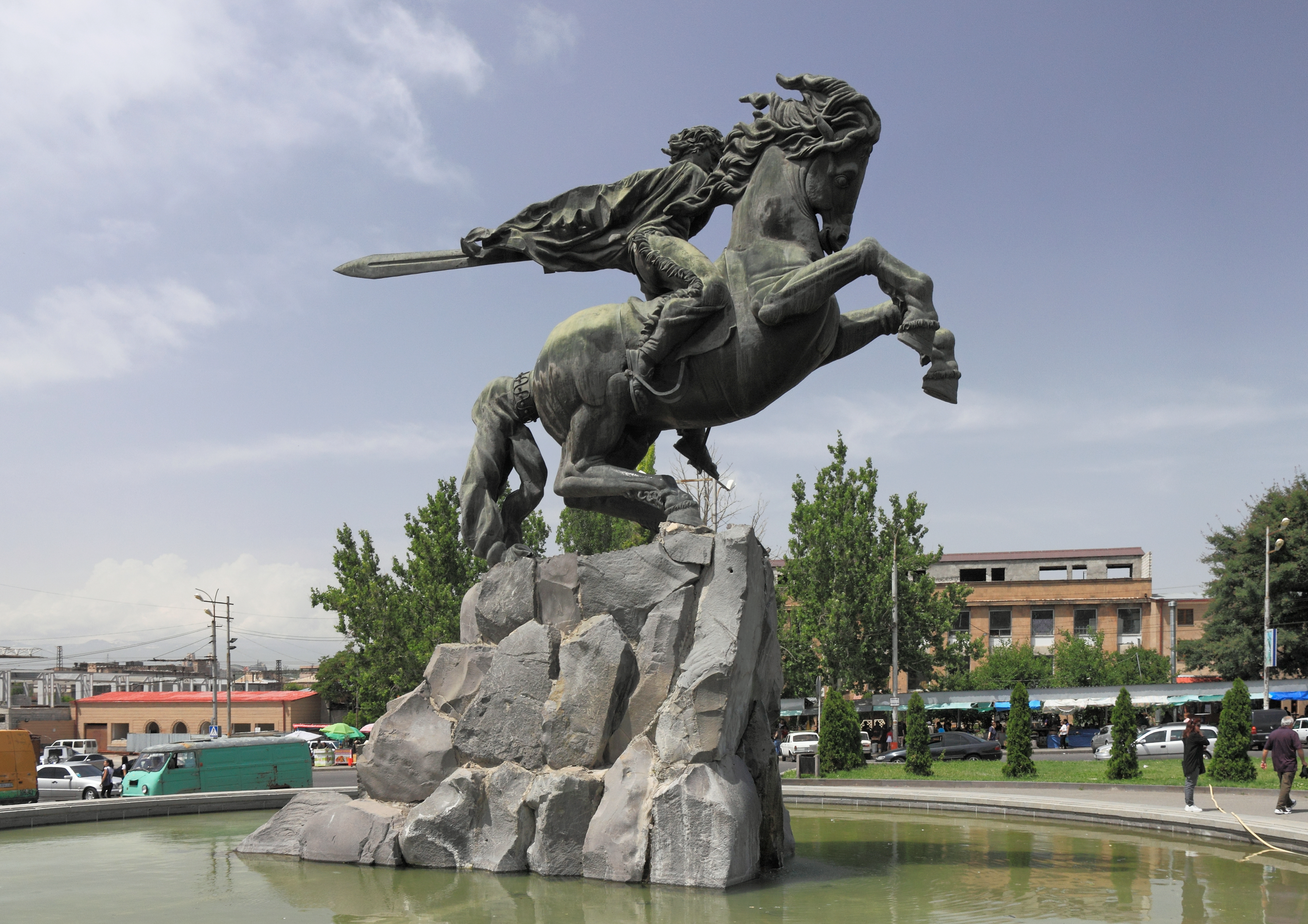
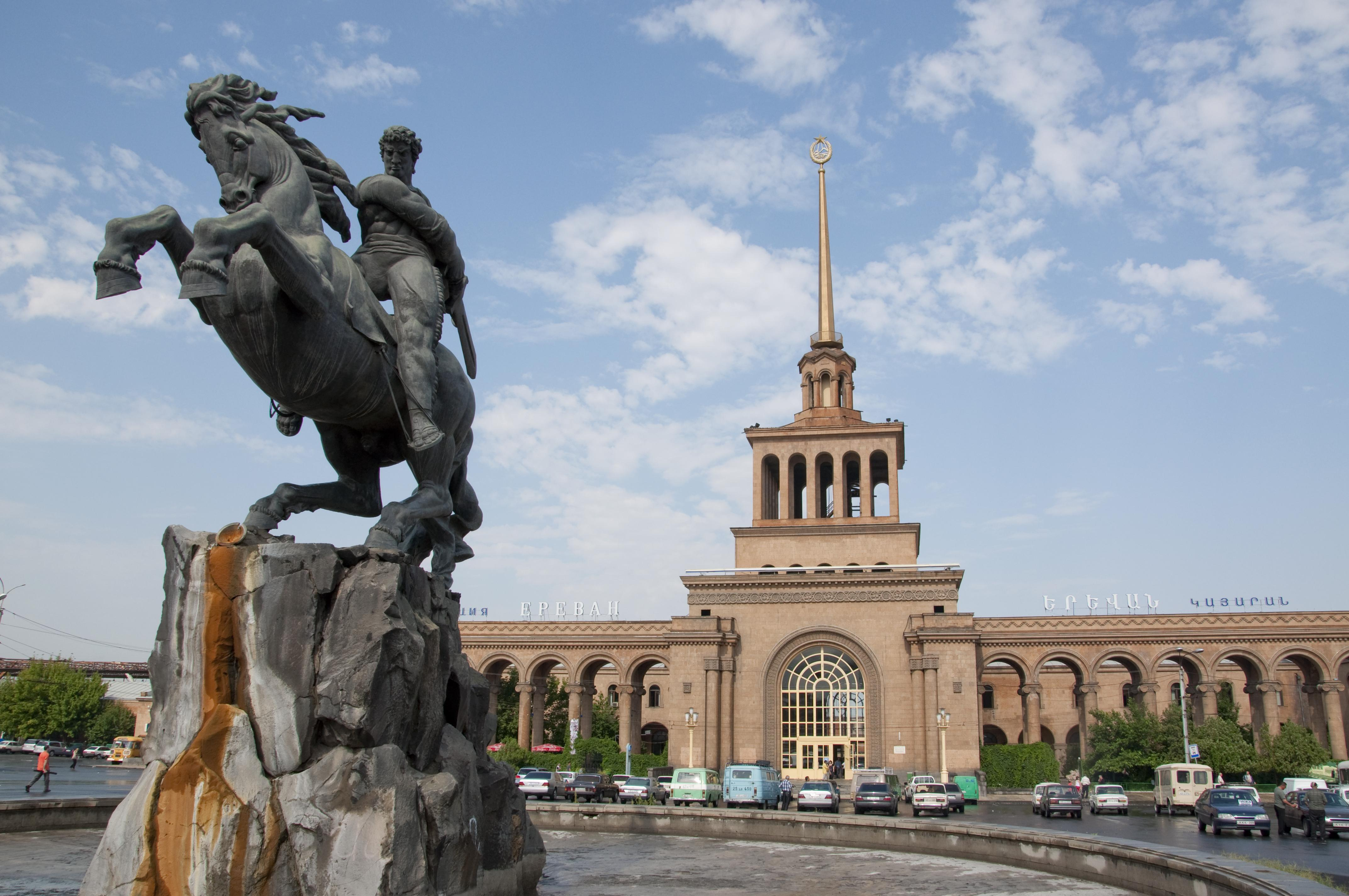
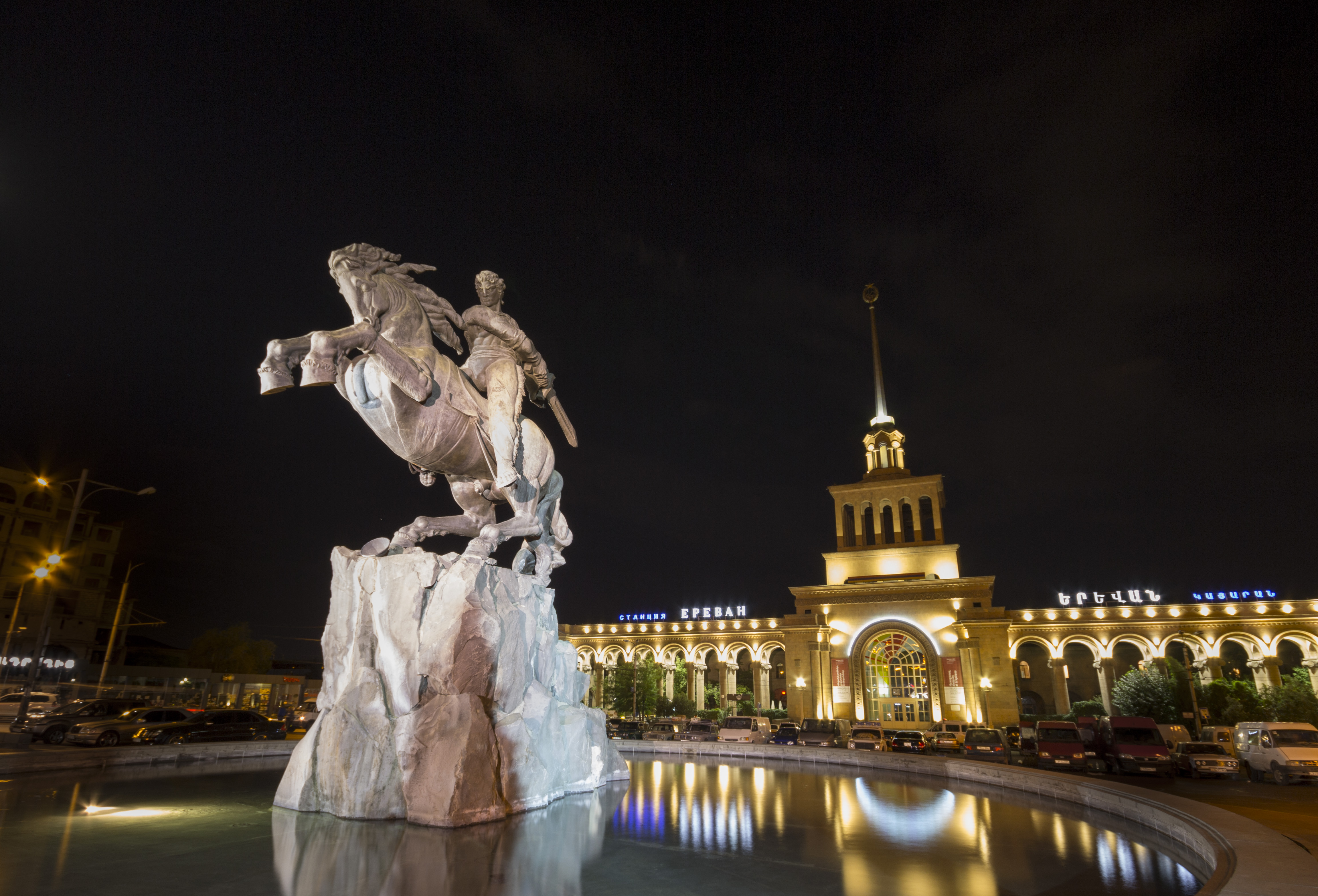